# دلفین شیلی
دلفین شیلی یا دلفین سیاه از دلفین‌های اقیانوسی و یکی از چهار عضو سرده سیاه‌سفیدها است. این گونه دلفین تنها در آب‌های کرانه‌ای شیلی زندگی می‌کند و در زبان مردم این کشور به نام Tunina خوانده می‌شود. به دلیل شرایط بقای نامساعد، این جانور در پیوست دو کنوانسیون بن برنامه محیط زیست ملل متحد قرار دارد.

## توصیف ظاهری
دلفین شیلی به نسبت کوچک‌جثه است، با طولی نزدیک ۱۷۰ سانتی‌متر با سری بی نوک. در مقایسه با دیگر دلفین‌ها، باله‌های پشتی و کناری به نسبت بدن کوچک هستند. گلو، بخش زیرین بدن و نیز بخشی از باله‌های کناری که نزدیک تر به بدن است به رنگ سفید‌اند. بقیه بخش‌های بدن مخلوطی از انواع رنگ خاکستری هستند. این دلفین دارای ۳۴-۲۸ جفت دندان در آرواره پایینی و ۳۳-۲۹ جفت در آرواره پایینی است.
این دلفین در گروه‌هایی با تعداد کم، از دو تا ده عضو، زندگی می‌کند؛ با این حال گروه‌هایی با تعداد اعضای بیشتر نیز دیده شده‌اند.
میانگین طول عمر، مدت زمان بارداری و نیز مدت زمان شیردهی در دلفین‌های شیلی ناشناخته اند، با این حال گمان بر این می‌رود که کم و بیش همانند دلفین‌های هم‌سرده خود دلفین هکتور و دلفین راسو باشند. این دلفین‌ها دارای مدت زمان بارداری تقریبی یک سال و بیشینه عمر بیست سال هستند.

## گستره و جمعیت
گستره و جمعیت دلفین شیلی، که یکی از کم بررسی شده ترین‌ها در میان آب‌بازان است، مشخص نیست. تعداد آن‌ها شاید به تنها چند هزار عدد برسد، با این حال بعضی پژوهشگران پستانداران دریایی تعدادشان را بسیار کمتر از این دانسته‌اند.
این گونه دلفین بومی و ساکن کرانه‌های شیلی است و گمان می‌رود که مهاجرت‌کننده نباشد. گستره جغرافیایی عرضی پراکندگی این دلفین بیشتر از دیگر گونه‌های سیاه‌سفیدها است و از °۳۳ جنوبی تا °۵۵ جنوبی را در بر می‌گیرد. دلفین شیلی آب‌های با ژرفای کمتر (کمتر از ۲۰۰ متر ژرفا) را ترجیح می‌دهد و به ویژه آب‌های کرانه‌ای با جریان‌های اقیانوسی تند و دهانه رودخانه‌ها.

## یادداشت
1. ↑   Cephalorhynchus
2. ↑   Appendix II